# Epipotoneura machadoi
Epipotoneura machadoi – gatunek ważki z rodziny łątkowatych (Coenagrionidae). Znany jedynie z okazów typowych (holotypu i paratypu) odłowionych w 1986 roku w amazońskim lesie w stanie Pará w północnej Brazylii.